# インターエージェント
株式会社インターエージェント（英:Interagent, Corp.）は、かつて東京都千代田区に本社を構えていた、在日留学生向けの人材派遣、人材紹介、再就職支援事業などを行う労働者派遣会社。

## 概要
フジスタッフホールディングス（現・ランスタッドグループジャパン）の子会社にあたるアイラインの子会社として設立。同社の子会社には、在外法人もあり、グローバル化を目指して、日本における留学生向けの就業支援を主たる業務としていたが親会社の再編もあいまって、直接の親会社がランスタッドとなった3ヵ月後に吸収合併され、解散した。
当社の事業は、ランスタッドの国際ビジネス推進本部などが継承している。

## 沿革
- 2010年（平成22年）
  - 4月1日 - 株式会社アイラインの子会社、株式会社インターエージェントとして設立。本社所在地は、千代田区丸の内のアイライン東京本社と同一地。
  - 6月 - 事業開始
- 2011年（平成23年）
  - 7月1日 - 株式会社アイラインが株式会社フジスタッフに吸収合併されたことに伴い、親会社がランスタッド株式会社となる。
  - 10月1日 - ランスタッド株式会社に吸収合併され、解散[1]。